# Augustus Saint-Gaudens
Augustus Saint-Gaudens, född den 1 mars 1848 i Dublin, död den 3 augusti 1907 i Cornish, New Hampshire, var en amerikansk skulptör. 
Saint-Gaudens far var fransman, hans mor irländska; familjen överflyttade till Nordamerika i hans barndom. Han studerade i Paris 1867–1870 för François Jouffroy och Antonin Mercié, åtföljde den sistnämnde till Italien, stannade där tre år och var sedan verksam i Förenta staterna, där han blev landets ypperste representant för modern skulptur. Hans främsta arbeten på det monumentala området är David Farraguts monument i New York, ryttarstatyer över generalerna Logan (Chicago), Shaw (Boston) och Sherman (New York), kraftfullt realistiska konstverk. Dessutom utförde han monument över Lincoln (i Chicago) och över Deacon Chapin (i Springfield). Även på det naknas område utförde han gedigna arbeten. Sitt allra bästa åstadkom han likväl inom reliefen och plaketten - ett utsökt exempel är den stora bronsreliefen Amor caritas (Luxembourgmuseet, Paris). Hans lov och verk behandlas i en monografi av Royal Cortissoz (Boston, 1908).